# アルティリヌス
アルティリヌス（Altirhinus　「高い鼻」の意味）は前期白亜紀、現在のモンゴルに生息したイグアノドンティアの鳥脚類恐竜の属の一つである。

## 形態

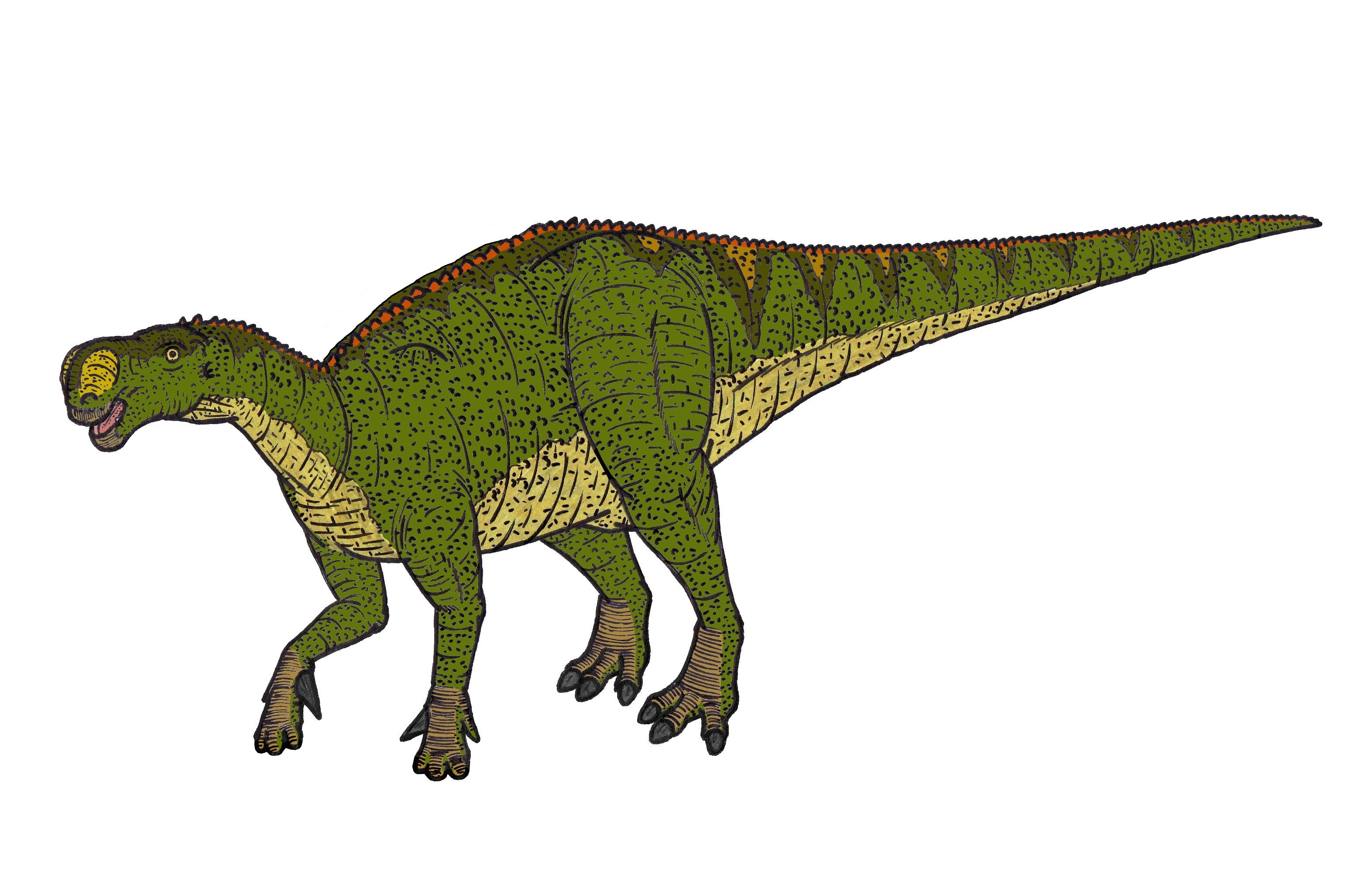
復元図

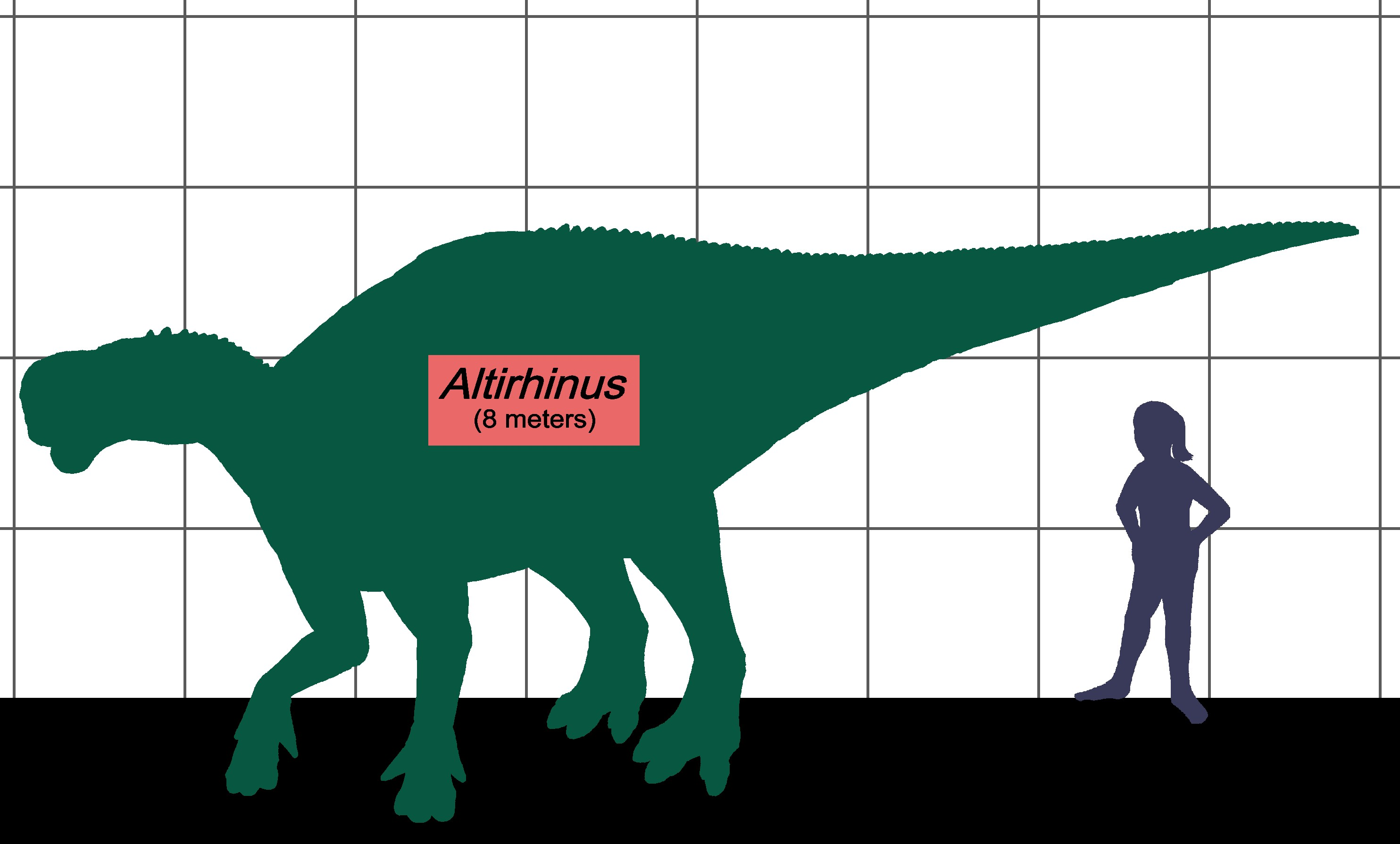
ヒトとの大きさの比較図

アルティリヌスは植物食動物であり、歩いたり走ったりする際は二足歩行、とどまって食事をする際はおそらく四足歩行であった。原記載によれば体長は8 mほどだが、グレゴリー・S・ポールは2010年に全長6.5 m、体重1.1 tと推定している。頭骨の長さは760 mmで、口が幅広く、独特のアーチ状に突き出した鼻を持っており、これが名前の由来となった。

## 発見と命名
現在、アルティリヌスのものとして知られている全ての化石は、1981年、ソビエト・モンゴル共同調査隊によりモンゴルのドルノゴビ県にあるフフチェク累層（en）で発見されたものである。フフチェク累層は白亜紀前期、アプト期からアルブ期、1億2500万年前から1億年前に形成された地層であり、プシッタコサウルスや原始的な曲竜類であるシャモサウルスの化石が発見されている。
アルティリヌスの化石は年齢と大きさが違ういくつかの標本が知られている。ホロタイプPIN 3386/8は左側がよく保存されている頭骨と手の断片、肩帯、骨盤などを含む胴体の骨で構成されている。他により断片的な頭骨も発見されており、この標本には肋骨、断片的な椎骨、1つの完全な後肢が含まれている。さらに、第3の標本は肢の骨と34個一連の尾椎が含まれる小型の個体のものである。近くでは、おそらく若い個体のものである小さくて断片的な2つの骨格が発見されている。
この恐竜の化石は最初、1952年にイグアノドンの一種として記載されたIguanodon orientalisのものとされた。I. orientalisは断片的で、ヨーロッパの種I. orientalisと識別可能な特徴がほとんど無かった。I. orientalisには1981年に発見された標本とのみ共有する特徴はなく、後者は明らかにイグアノドン属と区別できるとして、1998年、イギリスの古生物学者デビッド・ノーマンは Altirhinus kurzanoviと命名した。
属名はラテン語で「高い」を意味するaltusと古代ギリシャ語で「鼻」を意味するῥίς（ラテン文字転写rhis、 所有格 rhinos）に由来する。唯一の種であるA. kurzanoviの種小名は1981年に最初の化石を発見したロシアの有力な古生物学者セルゲイ・クルザーノフ（Sergei Kurzanov）に献名されたものである。

## 分類
アルティリヌスは派生的なイグアノドン類でありハドロサウルス科の基部に位置しているとされるが、鳥脚類の系統樹でのこの属の位置についての議論はほとんど合意に至っていない。
原記載においてはイグアノドン、オウラノサウルスとともにイグアノドン科（Iguanodontidae）に分類された。発見された全てのアルティリヌスの標本を使用したその後の系統解析 では、イグアノドン、オウラノサウルスよりは派生的であるが、プロトハドロス（Protohadros）、プロバクトロサウルスおよびハドロサウルス科よりは基部であるという結果が得られている(Head, 2001; Kobayashi & Azuma, 2003; Norman, 2004)。Head, 2001およびKobayashi & Azuma, 2003ではともにアルティリヌスとハドロサウルス科の間にエオランビア（Eolambia）を配置している一方、Norman, 2004ではアルティリヌスとエオランビアでクレードを形成するとしている。
Kobayashi & Azuma, 2003ではフクイサウルスがアルティリヌスのちょうど基部に配置されている。

## 生態
アルティリヌスの身体的特徴の多くは、行動に関与していたと推定される。

### 移動
前肢の長さは後肢の長さの半分ほどで、主に二足歩行していた事は明らかと見られている。しかし、手根骨（手首の骨）は太く、ずんぐりしていて、手の内側の3本の指（第二-四指）は幅が広がり、端部は蹄のようになっている。このことから前肢でも体重を支えていたと推測される。多くの鳥脚類と同じように、食事時など多くの時間を四本足で過ごしていたようだ。

### 摂食
前肢の内側の3本の指は非常に太く、おそらく体重を支えるのに使われたが、外側の指（第一、第五指）は異なる用途のために変わった形をしていた。第一指はイグアノドンのもののように単純なスパイク形である。防御は別として、親指のスパイクは種子や果実を破るのに使われた可能性がある。第五指はいくぶん他の指と対向していて、食べ物をつかむのに使われた可能性がある。
口の先端にある角質のくちばしと、主に咀嚼に使用する口の横側の歯の間には大きなギャップがあり、二つのセクションが独立して動作できるようになっていて、くちばしで刈り込みながら側面の歯で咀嚼することができた。多くの哺乳類にも同様の適応があり、臼歯で咀嚼しながら門歯で刈り込むことが出来る。
アルティリヌスは端が外側に広がった口吻をもつ進歩的なイグアノドンティアの属の一つである。この口吻はカモハシ状の広い吻部をもつことで有名なハドロサウルス科との収斂進化の一例である。この適応は現生の哺乳類でも異なる複数の系統で平行して起こっている。現在のウシ、ウマ、シロサイなど広い口吻を持つものは、全て草本を食べる動物である。草は地面の高さで食されることがしばしばあり、もしアルティリヌスや近縁種の持つ幅の広い口吻が草を食べることに適応しているとすると、頭部を地面に近づける必要があるため、進歩的なイグアノドンティアで前肢が体重を支えられるように適応していたことも、これで説明ができる。

### 鼻のアーチ
アルティリヌスのアーチ状に突き出した鼻は鼻骨で形成されており、同様の構造の鼻はオーストラリアのムッタブラサウルスにも見られる。この鼻のアーチの機能をめぐっては多数の説が提案されている。例えば血液を冷やすための組織があった、水が蓄えられた、嗅覚を増幅するためだったなどである。あるいは、発声や視覚的表示を通してのコミュニケーションを促進していた可能性もある。2つの頭骨のみが確認されているが、このアーチ状の鼻は一方の性のみにあり、現在のゾウアザラシのように性的ディスプレイに使われるためにあった可能性もある。